# 5230 Asahina
5230 Asahina eller 1988 EF är en asteroid i huvudbältet som upptäcktes den 10 mars 1988 av den amerikanske astronomen Jeff T. Alu vid Palomar-observatoriet. Den är uppkallad efter den japanske dirigenten Takashi Asahina.
Asteroiden har en diameter på ungefär 5 kilometer.